# 胡萨克主义

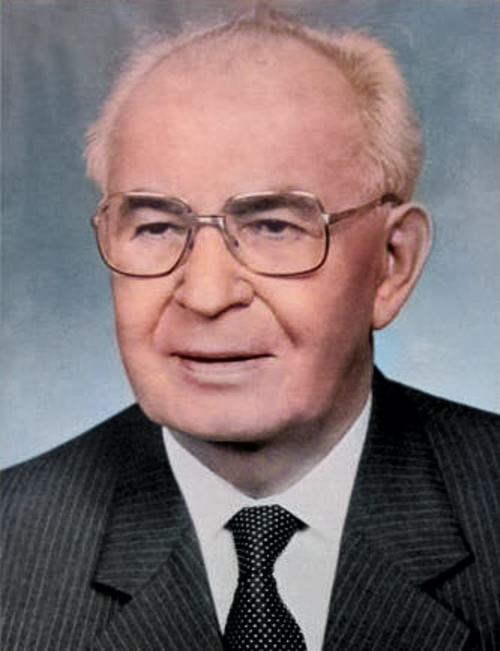
古斯塔夫·胡萨克

胡萨克主义是一个与捷克斯洛伐克共产党领导人古斯塔夫·胡萨克有关的政治术语。
这个词有两种不同的含义：一是指由卡罗尔·巴齐莱克（1950年代捷克斯洛伐克共产党内部的“斯大林派”的代表人物）提出的，用以描述1950年代初胡萨克被指控持有的“资产阶级民族主义”的术语。
二是指胡萨克执政时期（1969年—1989年），即1968年布拉格之春结束后，捷克斯洛伐克“正常化”时期，捷克斯洛伐克官方所奉行的意识形态，其概念的形成受胡萨克、瓦西尔·比拉克等人影响。目前，这个词被使用时通常是指向后者所含的意义。